# راسيل رووي (سياسي)
راسيل رووي هو سياسي كندي، ولد في 1 ديسمبر 1914 في كندا، وتوفي في 21 سبتمبر 1994 بكوبورغ في كندا. حزبياً، نشط في حزب أونتاريو المحافظ التقدمي. وقد انتخب عضو برلمان مقاطعة أونتاريو.